# Tykocin

Tykocins vapen.

Tykocin är en stad i Podlasiens vojvodskap i nordöstra Polen. Tykocin hade 2 021 invånare år 2013.